# 日東壯遊歌
日東壯遊歌，是朝鲜王朝1763-1764年派出第11次朝鮮通信使副使金仁謙的旅日遊記，目的是祝賀德川家治出任幕府將軍。
全書以律文詩寫成，也是江戶時代日本社會的紀錄。